# ماسایا یاماموتو
ماسایا یاماموتو (ژاپنی: 山本 真也؛ زادهٔ ۲۳ اکتبر ۱۹۹۱) یک بازیکن فوتبال اهل ژاپن است.
از باشگاه‌هایی که در آن بازی کرده‌است می‌توان به باشگاه ورزشی یوکوهاما اشاره کرد.